# 青森県立弘前第一養護学校
青森県立弘前第一養護学校（あおもりけんりつ ひろさきだいいちようごがっこう）は、青森県弘前市中別所字平山にある公立特別支援学校。知的障害者を教育対象とする。

## 沿革
詳細は学校公式サイトの「学校案内」を参照。
- 1965年5月1日、弘前市立致遠小学校内に青森県立青森養護学校（現・青森県立青森第一養護学校）の弘前分校として開設。2か月後に青森県弘前児童相談所内へ仮移転した後、同年8月1日に弘前市弥生学園内へ移転する。
- 1966年4月1日、青森県立第二養護学校（現・青森県立青森第二養護学校）の弥生分校となる。
- 1971年4月1日、学校に昇格。第二養護学校から独立して青森県立第三養護学校となる。同時に、第二養護学校の森田分校（現・青森県立森田養護学校）ともみじ分校がそれぞれ本校の分校となる。
- 1973年4月1日、青森県立弘前養護学校と改称。また、本校近隣にある青森県立さわらび園（現・青森県立さわらび療育福祉センター）内にさわらび分教室を開設する。
- 1975年4月1日、弘前大清水学園内に大清水分教室を開設。
- 1981年4月1日、さわらび分教室がさわらび分校に昇格する。一方の大清水分教室は、この年をもって閉級となる。
- 1982年4月1日、青森県立弘前第一養護学校と改称。また、さわらび分校がこの日をもって青森県立弘前第二養護学校と改称し、本校から独立する。
- 2019年4月1日、高等部が旧青森県立岩木高等学校の校舎に移転。

## 学部・周辺施設
学部は小学部と中学部と高等部がある。
学校の近隣には青森県立弘前第二養護学校、青森県立さわらび療育福祉センター（障害者支援施設）、弘前市弥生荘（知的障害者生活支援施設）、弘前市弥生学園（障害児入所施設）がある。

## 交通
- 弘南バス
  - 弘前バスターミナル - 弥生線
    - 第一養護学校前停留所から徒歩1分、弥生小学校前停留所から徒歩3分。第一養護学校経由は1.5往復（日曜・祝日・休校日を除く平日のみ経由する）。

小学部の児童と中学部の生徒は、学校側が用意するスクールバスも利用できる。